# Audinac-les-Bains
Audinac-les-Bains est un village situé sur la commune de Montjoie-en-Couserans dans le département de l'Ariège en France.

## Géographie
A 5,5 km de Saint-Girons, le village se trouve sur la route départementale 627 au nord-est de Saint-Girons, en direction de Sainte-Croix-Volvestre. Le ruisseau des Bains, affluent en rive droite du Baup, traverse le domaine touristique.

## Histoire

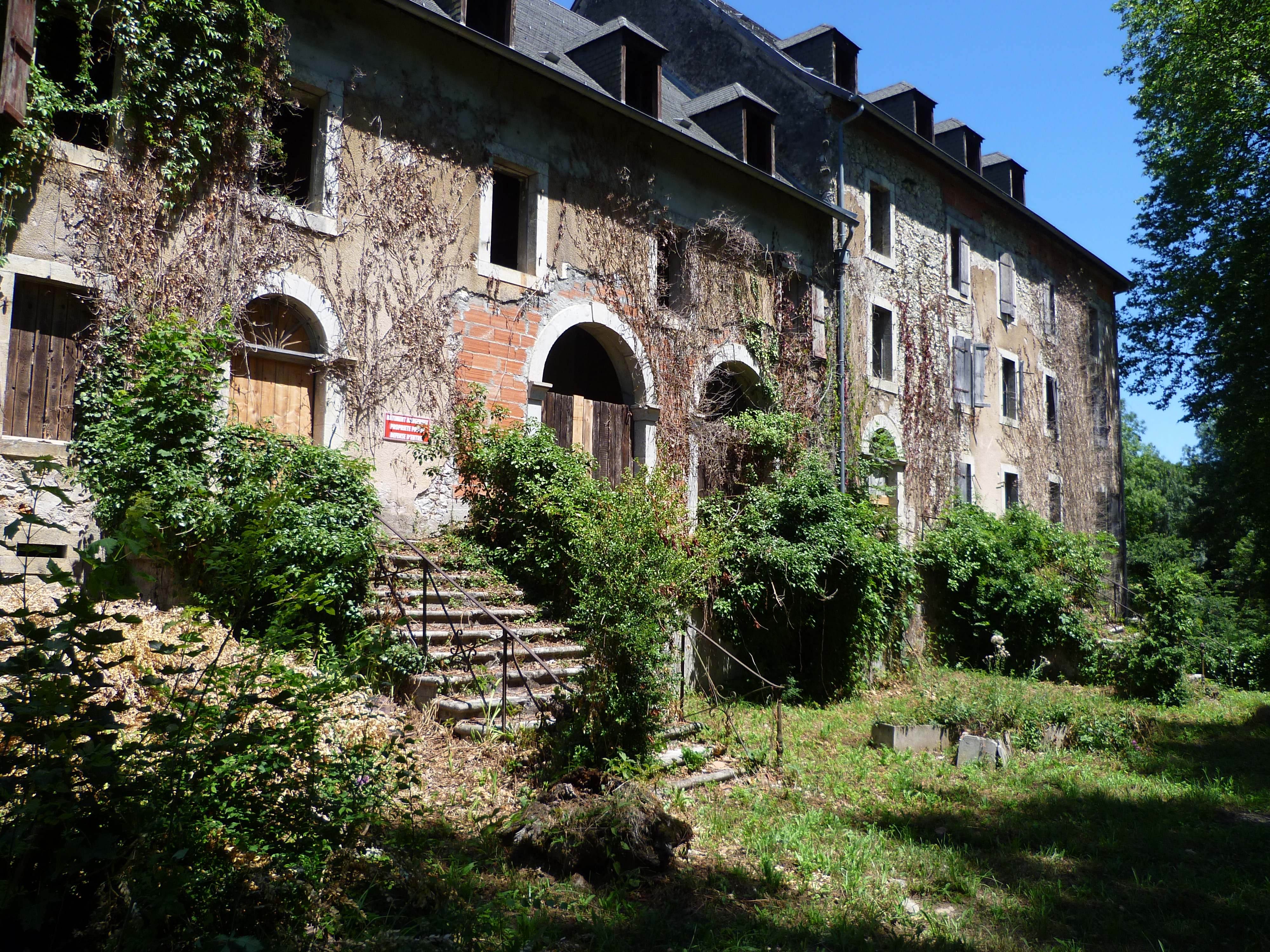
L'ancien hôtel en juillet 2010, il recevait jusqu'à 150 clients.

### Commune éphémère
Audinac a été une commune de 1790 à 1794 ensuite fusionnée, comme Baliar et Lara, à la commune de Montjoie.

### Le thermalisme
Si le village n'a pas d'église mais disposait d'une école primaire, il était réputé pour sa station thermale aux eaux sulfatées, calciques et légèrement magnésiennes dont la température varie entre 14 et 20°C, avec deux sources : la source chaude et la source Louise captées en 1861, une première analyse chimique ayant eu lieu dès 1768. Une troisième source dite source des yeux est mentionnée en juillet 1937 dans un rapport du service des mines.
Simone Henry, historienne, précise que :

« la petite station comptait deux hôtels, l'un vaste, l'autre très modeste qui attiraient une clientèle de "coloniaux" souffrant de troubles hépatiques, contre lesquels ses eaux avaient la réputation d'être souveraines... 
Un beau parc, une petite pièce d'eau rendaient le séjour agréable à ceux qui recherchaient l'air frais et le calme. La table était bonne. Sa réputation était telle que les cars touristiques... avant 1939 y menaient leurs clients qui avaient la surprise d'être servis par de charmantes jeunes filles en costume bethmalais. Celui-ci n'avait rien à faire dans la commune de Montjoie mais les touristes ne se préoccupaient pas de ce détail, ravis de contempler un aussi joli habillement. L'hôtel fut réquisitionné par l'armée, les cures cessèrent. »

En 1940, l’exploitation thermale est arrêtée mais l’eau est embouteillée et commercialisée jusqu’en 1957. En 1974, un syndicat intercommunal acquiert le domaine.

### Le centre d'éducation Bayard

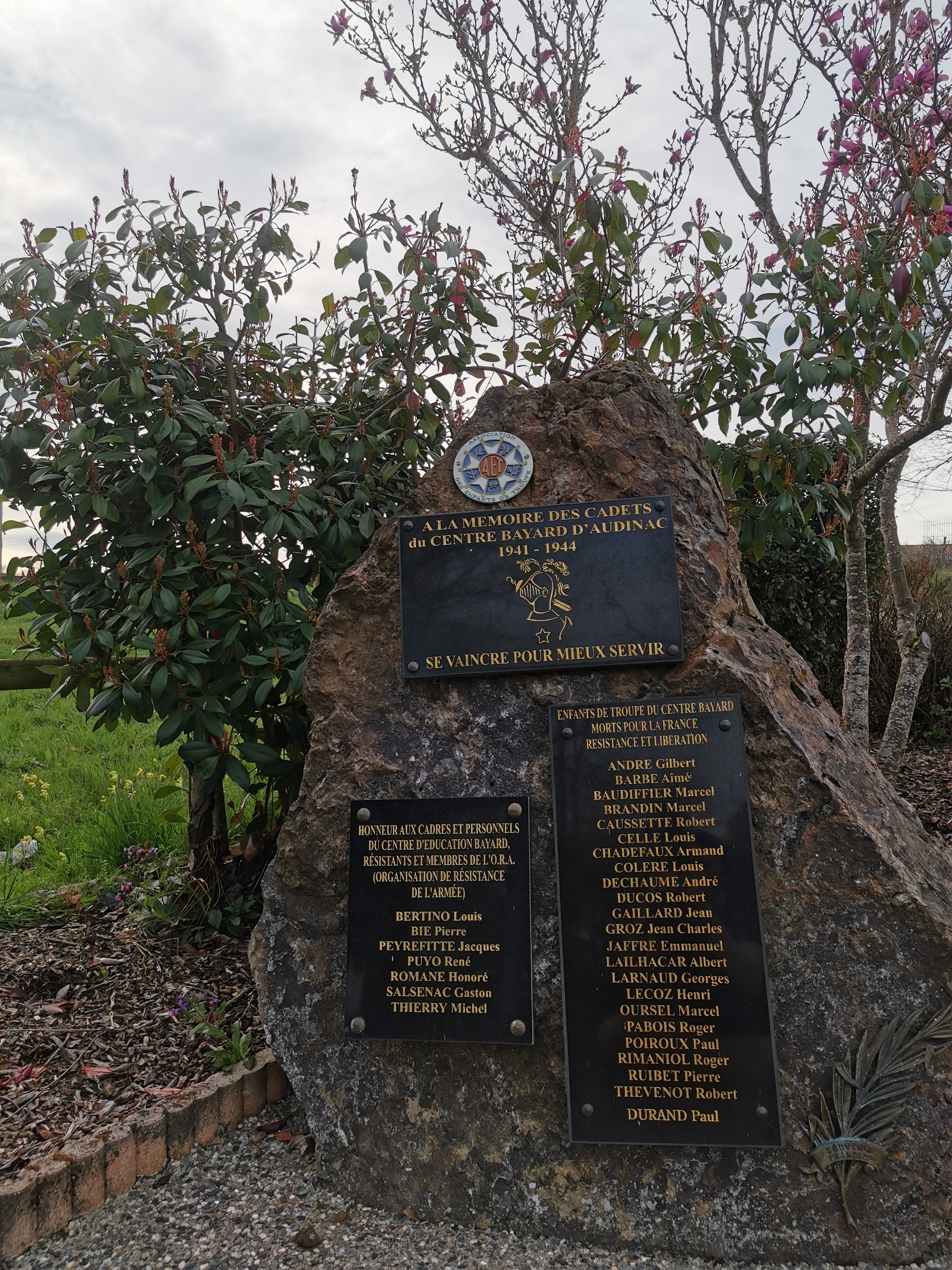
Stèle des cadets du centre d'éducation Bayard en mars 2023.

En effet, durant la Seconde Guerre mondiale et à la suite de l'instauration de la zone occupée, est créé en octobre 1941 le centre d'éducation Bayard dans l'hôtel réquisitionné pour y regrouper des jeunes élèves des écoles militaires préparatoires. Avec la fin de la zone libre et donc l'arrivée de l'armée allemande en novembre 1942, de nombreux jeunes partent rejoindre les Forces françaises libres en traversant les Pyrénées. Constatant cela, les Allemands arrêtent le directeur Honoré Romane qui sera déporté à Buchenwald, et ferment le centre en juin 1944. La résistance reprendra brièvement les lieux pour des entraînements.
Une stèle inaugurée le 4 juillet 2006 commémore les enfants de troupe morts pour la France étant passé par ce centre de 1941 à 1944. Ce fut notamment le cas de Pierre Ruibet (1925-1944), Résistant particulièrement héroïque qui se sacrifia à Jonzac. Elle se situe dans un petit square aménagé entre l'ancien hôtel et la route de Belloc.

## Tourisme
Audinac est connu depuis le début des années 1990 en tant que site touristique avec campings et habitats légers de loisirs dans un grand parc de 8 ha avec un plan d'eau..
Si l'ancien bâtiment thermal a été réhabilité dans ce contexte, l'hôtel puis centre d'éducation a seulement reçu un toit dans les années 1980 sans mise en valeur ultérieure.